# Que la lumière soit (film, 1917)
Pour les articles homonymes, voir Que la lumière soit (homonymie).
Pour plus de détails, voir Fiche technique et Distribution.
Que la lumière soit (Es werde Licht!) est un film allemand réalisé par Richard Oswald, sorti en quatre parties en 1917 et en 1918. Bien qu'il se base sur la fiction, les quatre films sont principalement conçus comme des films informatifs et éducatifs sur les maladies sexuellement transmissibles et d'autres conséquences de la vie de rapports sexuels non protégés.

## Synopsis
Le peintre Paul Mauthner souffre de la syphilis. Un charlatan qui lui promet la guérison n'y arrive pas. Se croyant sain, Paul séduit l'épouse de son frère, un médecin, et la contamine. Alors que Paul Mauthner quitte la ville, elle est amenée à l'hôpital où elle meurt. La fille issue de ce rapport, également infectée, est admise dans un hôpital spécialisé et guérit. Plus tard, elle épouse le fils de son médecin traitant. Son géniteur qui est mort de la maladie apparaît en dessin dans ses bras.
Le deuxième film sur la syphilis présente la question morale, à savoir dans quelle mesure une maladie doit être considérée comme dommage à l'humanité. Le protagoniste de cette histoire, un jeune médecin, croit que seuls les gens veules peuvent être la proie des méfaits de la maladie. Lors d'une réunion en l'honneur d'un neurologue, un différend féroce éclate entre le médecin moraliste et des confrères cartésiens. Deux événements font douter le jeune médecin : sa sœur épouse un homme pas tout à fait guéri de la syphilis, et lui-même tombe malade à la suite d'un baiser à une jeune femme souffrant de la syphilis. Mais le médecin guérit et revient sur son opinion.
Dans la troisième partie, la syphilis est au centre de l'action. Elle atteint un propriétaire terrien. Il se montre un véritable monstre, fait peur à sa femme et séduit la fille du forestier. La jeune femme poussée à bout se suicide. Le despote meurt ensuite, mettant son fils dans la misère. Il se croit malade et est bientôt obsédé.
Les messages médicaux derrière les événements narrés préviennent d'une part des rapports sexuels non protégés, d'un autre que la syphilis est une maladie dont on peut guérir et qu'il ne faut pas en avoir honte, mais seulement une malchance pour la santé qui doit être combattue par tous les moyens. Ils sont ainsi des avertissements sur la contamination.
La quatrième et dernière histoire est d'abord appelée Sündige Mütter (La Mère pécheresse). Elle traite des grossesses non désirées et de l'avortement à cause de rapports sexuels non protégés.

## Fiche technique
- Titre français : Que la lumière soit[1],[2]
- Titre original : Es werde Licht!
- Réalisation : Richard Oswald
- Scénario : Richard Oswald, Lupu Pick, Ewald André Dupont
- Direction artistique : Manfred Noa, August Rinaldi (de), Rudolf Dworsky (de)
- Directeur de la photographie : Max Faßbender
- Production : Richard Oswald
- Société de production : Richard-Oswald-Produktion
- Pays de production :  Empire allemand
- Genre: Drame
- Format : Noir et blanc - 1,37:1 - 35 mm
- Dates de sortie :
  - Première partie
    - Empire allemand : 2 mars 1917

  - Deuxième partie
    - EEmpire allemand : 13 janvier 1918

  - Troisième partie
    - Empire allemand : 24 mars 1918

  - Quatrième partie
    - République de Weimar : 22 novembre 1918

## Distribution
Première partie
- Hugo Flink (de) : Le peintre Paul Mauthner
- Bernd Aldor (de) : Dr. Georg Mauthner, le directeur de l'institut, son frère
- Leontine Kühnberg (de) : Else, la fille
- Ernst Ludwig (de): Kaufherr, le conseiller municipal
- Lupu Pick : Dr. Franzius
- Max Gülstorff : Un patient
- Kurt Vespermann : Gerd
- Käte Oswald (de) : Ingeborg

Deuxième partie
- Bernd Aldor : Dr. Erich Mautner
- Theodor Loos : Wolfgang Sandow, l'érudit
- Rita Clermont (de) : Rita, sa sœur
- Paul Hartmann : Ernst Hartwig
- Eva Speyer (de) : Lilly Jensen

Troisième partie
- Werner Krauss : Waldemar Gorsky, le propriétaire terrien
- Else Heims : Lisa, sa femme
- Heinrich Schroth : Peter Osten
- Emil Lind : Le vieux majordome
- Leo Connard (de) : Le médecin de campagne
- Gertrude Welcker : La fille de paysans
- Hugo Döblin : Le mendiant
- Guido Herzfeld : Le médecin
- Käte Oswald : Vilma
- Theodor Loos : Hans

Quatrième partie
- Conrad Veidt : M. Kramer
- Reinhold Schünzel : Kallenbach, le propriétaire de l'usine
- Emilia Unda : Therese Kallenbach
- Alfred Abel : Spork, le comptable
- Käte Oswald : sa fille
- Auguste Pünkösdy (de) : Mme Kramer
- Kurt Salden : Walter
- Kurt Vespermann : Hans
- Kissa von Sievers : Marie Berger, ouvrière

## Histoire
Le premier film se fait avec le soutien de la « Société allemande pour la répression des maladies vénériennes (de) (Deutsche STI-Gesellschaft – Gesellschaft zur Förderung der Sexuellen Gesundheit), dirigée par le Pr. Blaschko », le deuxième avec le soutien de la « Société médicale de sexologie » et du docteur Iwan Bloch.
Richard Oswald est à l'initiative en réaction à la morale conservatrice, violente. En défenseur infatigable de la liberté sexuelle en Allemagne, il réalise l'année suivante Différent des autres, contre la répression de l'homosexualité, et Prostitution. Cependant la DGBG fera de plus en plus pression pour ne pas avoir de films choquants. En 1920, elle fonde ainsi une association culturelle conservatrice.

## Source de la traduction
- (de) Cet article est partiellement ou en totalité issu de l’article de Wikipédia en allemand intitulé « Es werde Licht! » (voir la liste des auteurs).